# 布森武特
布森武特（德語：Busenwurth）是德国石勒苏益格－荷尔斯泰因州的一个市镇。总面积10.09平方公里，总人口288人，其中男性159人，女性129人（2011年12月31日），人口密度29人/平方公里。